# 东五龙河
东五龙河又称五龙河，是中国胶东半岛东部的一条河流。因五条较大河流汇于莱阳五龙峡口而得名。

## 概况
五条河流为清水河、富水河、蚬河、白龙河和墨水河。其中以清水河最长，为东五龙河干流，它发源于栖霞市牙山北麓，由西北逐渐转向西南流，至栖霞蛇窝泊南又转向南流入莱阳境内。在红土崖南，蚬河北来注入。蚬河发源于栖霞县黄土岭，南经过沐浴水库，又南流由右岸注入五龙河。河长64公里，流域面积495.2平方公里，河道平均比降2.04/1000。东五龙河又南流，至莱阳徐格庄东，白龙河西北来注入。白龙河发源于莱阳上孙家村北，东南流，由右岸注入五龙河。河长28公里，流域面积214.4平方公里，河道平均比降5.3/1000。东五龙河又南流，至五龙峡口，富水河东来注入。富水河发源于栖霞市上孙家垛崮山，西南流，在莱阳五龙村东右纳墨水河，又西流，由左岸注入东五龙河。河长89公里，流域面积824.2平方公里，河道平均比降为2.12/1000。东五龙河又南流注入丁字湾，通南黄海。东五龙河河长128公里，流域面积2806.3平方公里，河道平均比降1.45/1000，河网密度为0.35公里/平方公里。

## 水文
据1956～1979年同步观测系列统计，东五龙河流域多年平均年降水量为754.6毫米，流域多年平均年径流深255.5毫米，折合年径流量为7.17亿立方米。根据莱阳团旺水文站(控制流域面积2445平方公里)实测资料，最大年径流量出现在1964年，为19.1亿立方米，最小出现在1968年，为1.31亿立方米，两者比值为14.6。建国以后东五龙河洪水以1956年最大，造成流域中、下游河道决口漫溢。据团旺水文站实测，洪峰流量为2940立方米/秒。如果考虑决口、漫溢使洪水偏低的影响，估计可达4110立方米/秒。据东五龙河团旺水文站1953～1979年实测，多年平均悬移质含沙量为1.63公斤/立方米，多年平均悬移质年输沙量为96.3万吨。